# Artesunato
El Artesunato es un medicamento que se emplea en el tratamiento del paludismo. Es un derivado semisintético de la artemisinina y está incluido en la lista de medicamentos esenciales de la Organización Mundial de la Salud.

## Estructura química
Es un éster entre la dihidroartemisinina y el ácido succínico.

## Uso como tratamiento
Puede administrarse por vía oral, generalmente en una pauta combinada con otro fármaco antipalúdico. Algunas de las combinaciones recomendadas son las siguientes:
- Artesunato más lumefantrina
- Artesunato más amodiaquina
- Artesunato más mefloquina

Su empleo por vía intramuscular o intravenosa ha sido recomendado por la Organización Mundial de la Salud para el tratamiento de paludismo grave. Posee una actividad esquizonticida muy rápida contra Plasmodium falciparum y Plasmodium vivax, alcanzando concentraciones plasmáticas máximas en un plazo de 6 horas tras su administración intramuscular.

## Efectos secundarios
Generalmente es bien tolerado, no obstante como todos los medicamentos, puede provocar efectos secundarios. Uno de ellos es la disminución del número de reticulocitos en sangre periférica. Su seguridad en el embarazo no ha sido establecida, existen algunas pruebas sobre efectos teratogénicos en animales de experimentación, pero no en humanos.